# Sorygaza manto
Sorygaza manto är en fjärilsart som beskrevs av Druce 1891. Sorygaza manto ingår i släktet Sorygaza och familjen nattflyn. Inga underarter finns listade i Catalogue of Life.